# Грабслебен
Грабсле́бен (нем. Grabsleben) — община в Германии, в земле Тюрингия. 
Входит в состав района Гота. Подчиняется управлению Драй Глайхен.  Население составляет 1062 человека (на 31 декабря 2006 года). Занимает площадь 13,83 км².
Община подразделяется на 3 сельских округа.